# Sisto Averno
Sisto Joseph Averno (Paterson, 25 de maio de 1925 – Randallstown, 26 de março de 2012) ele foi um jogador de futebol americano que jogou na National Football League para o Baltimore Colts (1950), no New York Yanks (1951), no Dallas Texans (1952) e no Baltimore Colts (1953-1954).